# Pedicularis limithangensis
Pedicularis limithangensis är en snyltrotsväxtart som beskrevs av Takasi Takashi Yamazaki. Pedicularis limithangensis ingår i släktet spiror, och familjen snyltrotsväxter. Inga underarter finns listade i Catalogue of Life.